# 't Ylant

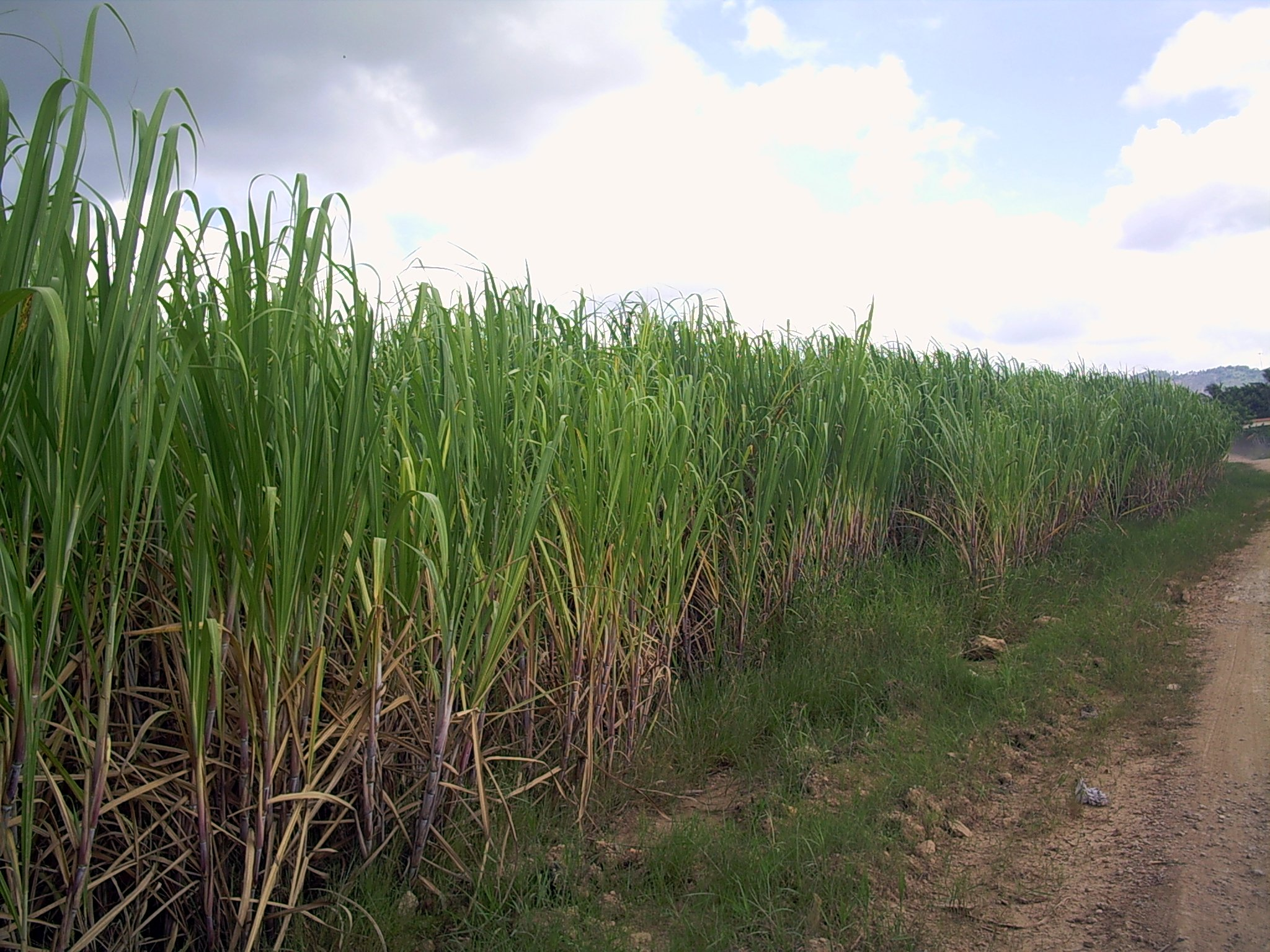
Suikerriet

't Ylant, ook wel Het IJland, Het Yland, 't Eyland of Eyland, was een suikerrietplantage aan de Pauluskreek in Suriname.
De plantage komt voor in de legenda van de kaart van Alexander de Lavaux uit 1737. Eigenaar in de 18e eeuw was onder meer Simon van Halewijn, bewindhebber van de WIC, die ook in bezit was of kwam van de plantages Beaumont, Peperpot, Mopentibo en het naast 't Ylant gelegen Puttenzorg.
In de 19e eeuw grensde 't Ylant stroomopwaarts aan plantage Bitterzorg en stroomafwaarts aan land behorende bij suikerplantage La Liberté. 
Tot aan 1863, bij de afschaffing van de slavernij in Suriname, telde plantage 't Ylant nog 122 slaafgemaakten, waarbij 37 familienamen werd vastgesteld. De plantage-eigenaren waren op dat moment baron J.A.G. de Vos van Steenwyk en baron A. van den Bosch van Vorden, woonachtig in Nederland.